# Henry (film, 2010)
Pour les articles homonymes, voir Henry (film) et Henry.
Pour plus de détails, voir Fiche technique et Distribution.
Henry est un film français réalisé par Kafka et Pascal Rémy et sorti en France en 2010.

## Synopsis
Henry ne peut s'en empêcher : il faut qu'il truande, qu'il magouille, qu'il complote... Il n'y peut rien, c'est sa nature ! Coups tordus, compromissions, mensonges, trahisons sont le quotidien de ce guitariste de bal populaire de province. Et rien ne le répugne : faire interner sa sœur dépressive, spolier la mère éplorée d'un ami décédé, se compromettre avec un parti d'extrême-droite...

## Fiche technique
Source IMDb
- Titre : Henry
- Réalisation : Kafka et Pascal Rémy
- Scénario : Kafka et Pascal Rémy
- Musique : Kafka et Ramon Pipin
- Photographie : Bruno Romiguière
- Montage : Franck Nakache
- Production : Sébastien Labadie et Franck Landron
- Société de production : Les Films en Hiver, Canal+, CinéCinéma et Comédie+
- Société de distribution : Shellac Distribution (France)
- Pays de production :  France
- Genre : comédie et film musical
- Durée : 84 minutes
- Dates de sortie : 
  - France : 31 mars 2010

## Distribution
Source IMDb
- Kafka : Henry
- Élise Larnicol : Christiane
- Bruno Ricci : Hyppolite
- Bruno Lochet : Maurice
- Gustave Kervern : Van de Breek
- Lucien Jean-Baptiste : Gabriel

## Autour du film
Le film a été tourné dans le département de Meurthe-et-Moselle.